# Lédéré
Lédéré est une localité située dans le département de Boala de la province du Namentenga dans la région Centre-Nord au Burkina Faso. 

## Géographie
Lédéré se situe à environ 10 km au nord-ouest de Boala, le chef-lieu du département. Le village se trouve également à 5 km au nord de Niangré-Tansoba et de Pibaoré ainsi que de la route nationale 15 reliant Boulsa à Kaya.

## Économie
L'économie du village repose sur l'agro-pastoralisme et l'activité marchande de son important marché local.

## Éducation et santé
Lédéré accueille un centre de santé et de promotion sociale (CSPS).
Lédéré possède une école primaire publique de trois classes.